# كوفيد-25 (مسلسل)
كوفيد-25 مسلسل خيال علمي مصري من إنتاج سنة 2021. المسلسل من إخراج أحمد نادر جلال، وتأليف إنجي علاء، وإنتاج تامر مرسي، ومن بطولة يوسف الشريف، أحمد صلاح حسني، أيتن عامر، ميرنا نور الدين، إسلام جمال، إيناس كامل، راندا البحيري، محمد مرزبان، وأميرة العايدي. في عام 2025 يحكي المسلسل قصة الدكتور "ياسين المصري" طبيب جراح كان يترأس مجموعة طبية لتصنيع لقاحات للفيروسات الخطيرة، يعمل حاليًا كانفلونسر، ويحاول موضحًا لجمهوره عن وجود فيروس منتشر يتلاعب بأعصاب المرضى ويجعلهم غير قادرين على استيعاب المؤثرات الخارجية، وبعد انتشار الفيروس يحاول ياسين إيجاد علاج له، وحماية أولاده ليلى وبلال بعد انفصاله عن زوجته نهال؛ بسبب موت ابنه علي، المرتبطة حاليًا من الدكتور سيف.
يتكون مسلسل كوفيد-25 من 15 حلقة. عرض المسلسل لأول مرةٍ في 28 أبريل 2021 الموافق 16 رمضان 1442 في مصر على قنوات الحياة، وأون، وروتانا خليجية. خلال أحداث العمل الذي يحاكي تطور وباء من خلال قصة خيالية ودراما اجتماعية تجمع بين المشاهد المؤثرة والأكشن والتشويق ويتناول محاكاة تخيلية لتطور فيروس خلال السنوات المقبلة والحرب المثارة على فكرة الأبحاث العلمية واللقاحات.

## طاقم التمثيل والشخصيات

### الشخصيات الرئيسية
- يوسف الشريف بدور ياسين المصري طبيب جراح كان يعمل في شركة لتصنيع لقاحات للفيروسات الخطيرة، وبعد أن تركها أصبح يعمل كانفلونسر يحاول موضحًا لجمهوره عن وجود فيروس خطير منتشر يجعل البشر أشبه بالزومبي. ومنفصل عن زوجته نهال بسبب موت ابنه علي.
- أحمد صلاح حسني بدور رامي مهندس كمبيوتر سابق، تغيرت حياته بعد موت حبيبته بسببه، ويحاول النجاة من الفيروس من خلال الإعتماد على سيارته المجهزة.
- أيتن عامر بدور نهال طليقة ياسين، وتعمل كصحفية، ومرتبطة من الطبيب سيف، وتحاول جعل ياسين الأهتمام بأولاده ليلى وبلال.
- ميرنا نور الدين بدور هند فتاة متزوجة من عزيز تذهب إلى المستشفى لإجراء عملة إجهاض طفل من شخص آخر بدون معرفة زوجها.
- إسلام جمال بدور أمير والد باسل زميل بلال في النادي.
- إيناس كامل بدور شروق عباس تعمل في شركة تصنيع اللقاحات، وتتابع ياسين وتحاول مساعدته في إيجاد علاج للفيروس، وصديقة نهال.
- راندا البحيري بدور فريدة صديقة ياسين أصيب زوجها عمرو بالفيروس، وتحاول النجاة هي وابنتها ملك.
- محمد مرزبان بدور حسام طبيب ومدير المستشفى.
- أميرة العايدي بدور أميرة عالمة فلك روحانية، تذهب إلى المستشفى بعد إصابة زوجها وإنتحاره.
- عماد رشاد بدور فطين رجل أعمال مغرور ومتكبر إلى حدٍ كبير، يمتلك مصنع لتصنيع أقنعة الوجه.
- عصام السقا بدور نادر مدرب كرة القدم الخاص ببلال ابن ياسين في النادي.
- محمود غريب بدور منصور طليق علياء شقيقة سيف.
- أمير صلاح بدور محسن طبيب في المستشفى، وخطيب شروق السابق.

### الشخصيات الثانوية
- هاجر الشرنوبي بدور "سارة" مريضة بالسرطان في المستشفى.
- هشام الشاذلي بدور "عزت" والد "كريم" الطفل المصاب في المستشفى زميل "بلال" في النادي.
- إسماعيل فرغلي بدور "عزيز" زوج "هند".
- إسماعيل شرف مواطن يلجأ للمستشفى بعد محاولة ابنته الانتحار.
- مصطفى عباس بدور "حمادةط مساعد "فطين"
- سلمى الديب بدور حلا زوجة المدرب "نادر".
- رحاب عرفة بدور "علياء" شقيقة الطبيب "سيف"، وطليقة "منصور"، وتحب "ياسين".
- ديانا هشام - هولي - أحمد عادل - شيماء عبيد - ايناس المصري

### ضيوف الشرف
- محمد عادل بدور سامح منتصر يعمل في شركة تصنيع اللقاحات وزميل شروق في العمل، ولديه معلومات حول نشاط الشركة أهدافها.
- أيمن الشيوي بدور سعد الألفي يعمل في شركة تصنيع اللقاحات، ولديه معلومات حول الفيروس المنتشر.
- زكي فطين عبد الوهاب بدور صلاح سعيد طييب، أجري العديد من التجارب على الفيروسات، ووالد نهال طليقة دكتور ياسين وهو الذي شجع ياسين على العمل في شركة تصنيع اللقاحات.
- أحمد الشامي بدور الطبيب النفسي الذي يعالج ياسين
- إيفا بدور والدة سيف
- إدوارد بدور سيف طبيب في المستشفى، ومرتبط من نهال طليقة ياسين ويحاول مساعدتها.

## الإصدار

### الردود
لاقت الحلقة الأولى من مسلسل كوفيد-25 اهتمام كبير من رواد مواقع التواصل الاجتماعي. وخلال الحلقة كان هناك عدد من الملاحظات مثل ظهور آيفون بخمس كاميرات، نظرًا لأن أحداث المسلسل تدور في 2025، وذلك في إشارة لتقدم التكنولوجيا في هذه السنة. وظهور مشهد لغراب مقتول في الشارع، وهو مشهد تكرر ظهوره في مسلسل ظلام الألماني المعروض عبر منصة نتفليكس. حققت المسلسل ردود أفعال واسعة، من بينها ما رأه البعض تشابه بين أحداث المسلسل وفكرة فيلم صندوق الطائر الذي قدمته ساندرا بولوك في 2018، حيث ينتقل المرض من خلال النظر المباشر للمصاب، واعتمد على فكرة إصابة الناس بالوباء ودفعهم للانتحار.

## وصلات خارجية
- كوفيد-25 على موقع IMDb (الإنجليزية)
- كوفيد-25 على موقع قاعدة بيانات الأفلام العربية
- كوفيد-25 على موقع كينوبويسك (الروسية)